# یکه‌خانه، قبوستان
یکه‌خانه (به لاتین: Yekəxana) یک منطقهٔ مسکونی در جمهوری آذربایجان است که در شهرستان قبوستان واقع شده‌است. یکه‌خانه ۹۲۶ نفر جمعیت دارد.